# Illich Guardiola
Illich Auyapah Guardiola (Honduras, 5 de julio de 1972) es un actor de doblaje hondureño quien ha trabajado para ADV Films, Funimation y Seraphim Digital. Es conocido por su trabajo en las adaptaciones de anime y videojuegos.

## Problemas con la justicia
En abril de 2014, fue detenido por la policía de Spring Branch el cual se encontraba con una de las menores de 16 años de edad, y le dijo al investigador que él estaba en una relación sexual. Guardiola posteriormente fue detenido el 8 de mayo y acusado de abusar sexualmente de una menor. Sin embargo, al final del mes de abril, el mismo Guardiola y la adolescente viajaron a Las Vegas, Nevada, donde se casaron en presencia de la madre de la adolescente. El 5 de septiembre de 2014, los cargos fueron retirados.

## Filmografía

### Videojuegos
- Unlimited Saga – Mordeous